# Certificado de Depósito Argentino

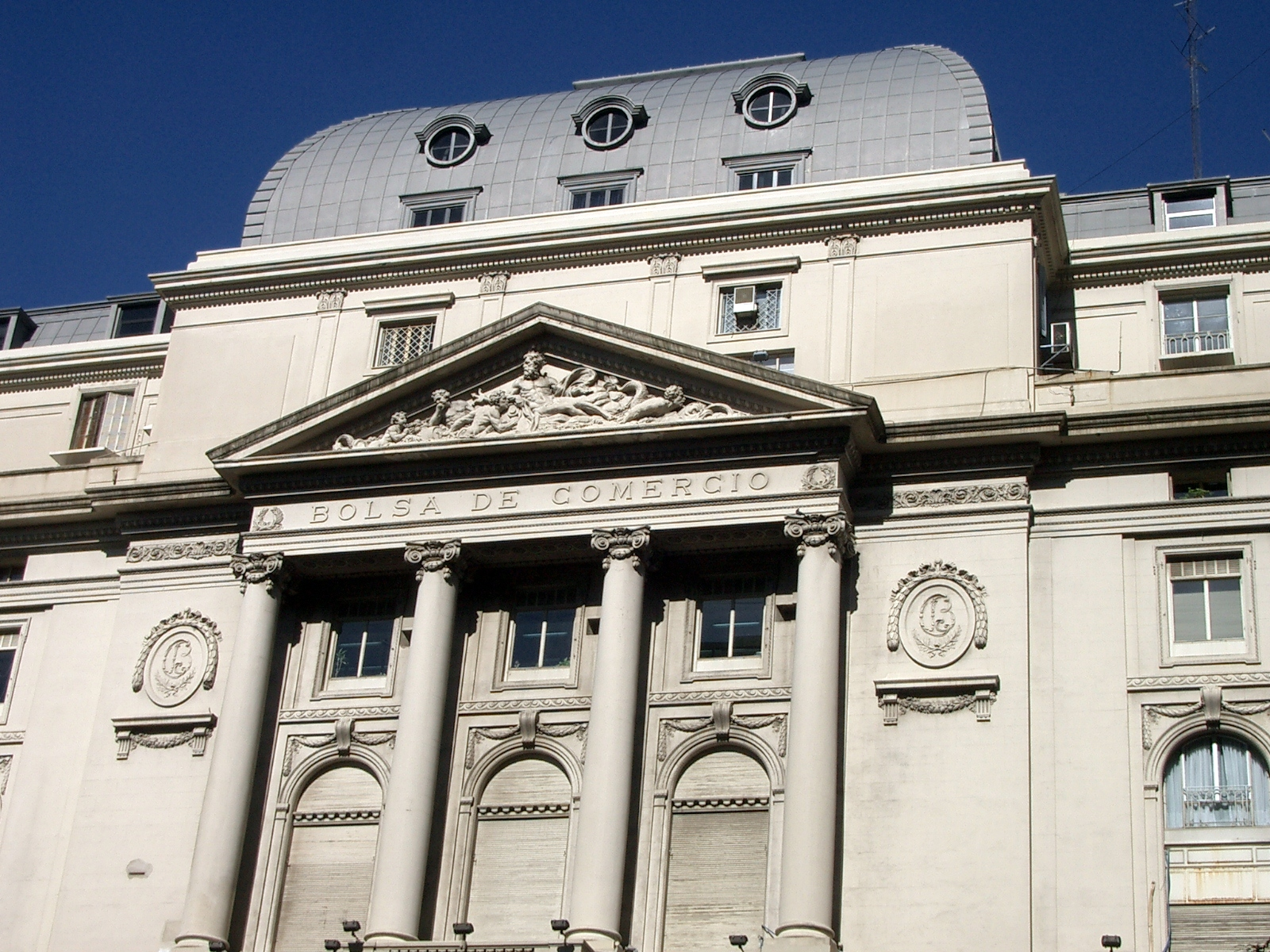
Bolsa de Comercio de Buenos Aires

Los Certificados de Depósito Argentinos (CEDEAR) son instrumentos de renta variable que cotizan en la Bolsa de Comercio de Buenos Aires (BCBA) y representan acciones que no tienen oferta pública ni cotización en el mercado argentino, sino en una bolsa de otro país.
Estos títulos pueden ser emitidos por la Caja de Valores, bancos comerciales o de inversión y compañías financieras autorizadas por el BCRA. Para poder ser emitidos, el mercado de origen de los títulos representados debe tener un acuerdo de intercambio de información con la Comisión Nacional de Valores, cotizar en bolsas de Brasil, Uruguay, Paraguay o Chile, o bien ser autorizados por resolución de la CNV.
El inversor, al comprar un CEDEAR adquiere su activo subyacente: una acción o su fracción correspondiente según sea la tasa de conversión por acciones de una empresa radicada en el exterior y, en consecuencia, todos los derechos que estos activos otorgan a sus tenedores. En caso de que el inversor lo solicite, los CEDEAR podrán ser canjeados irrestrictamente por su activo subyacente. La regulación obliga a las entidades emisoras de CEDEAR a tener en todo momento tantos activos subyacentes como CEDEAR se emita sobre ellos.
Desde agosto de 2020, con el objetivo de hacer el instrumento más accesible para los inversores minoristas, se eliminó el requisito de tener que comprar como mínimo el equivalente a una acción en el exterior (ratio de conversión), permitiendo comprar desde un CEDEAR (V$N 1, valor nominal uno).

## Historia
Los CEDEAR surgieron para permitir a personas físicas y jurídicas domiciliadas en Argentina la inversión en valores extranjeros y para hacer posible, dentro de determinados límites, la inversión en dicha clase de activos a las administradoras de fondos de jubilaciones y pensiones, fondos comunes de inversión y otros inversores institucionales.
Fueron creados en 1997 por la Resolución general 291 de la CNV, con el objetivo de, al incluir certificados que representan activos que cotizan en los centros financieros más relevantes del mundo, ampliar la cantidad de especies transables, posibilitar a los inversores locales el acceso a valores negociados internacionalmente, y brindar a los inversores externos nuevos caminos para entrar al mercado argentino.
No obstante, las expectativas de operar con la misma sencillez en Estados Unidos que en el mercado local causaron que hacia fines de 2001 la mecánica de operación con estos títulos fuera eliminada casi por completo, llegando a lo largo de diciembre de 2001 a representar únicamente un 0.20% del volumen manejado en la Bolsa de Comercio local.[cita requerida]
Finalmente, de la mano de las restricciones al envío de capitales al exterior, la devaluación del Peso, el default del Estado[cita requerida] y de una serie de empresas argentinas relevantes, la operatoria de acciones de empresas del exterior volvió a tornarse interesante. La recuperación del atractivo por parte de los CEDEAR se debe también a que permiten el ingreso de capitales al país, a un tipo de cambio superior al que se obtiene por una transferencia común; en líneas generales, el tipo de cambio que surge de realizar la conversión de acciones extranjeras en CEDEAR para luego venderlas en Buenos Aires. Asimismo, también permiten enviar dinero hacia el exterior, por medio de una transformación de los CEDEAR en las acciones originales que se negocian en Nueva York, siendo posible su venta a cambio de dólares en dicha plaza.
En resumen, los CEDEAR han sido creados con el objeto de favorecer la ampliación de las categorías de activos negociables en el mercado bursátil local y brindar mayores oportunidades a los inversores locales para la formación de carteras diversificadas, incorporando valores de prestigio en otras plazas del exterior.[cita requerida]

## Características
Los CEDEAR son certificados que representan una cantidad determinada de activos sin oferta pública ni cotización en el mercado de valores argentino. 
Estos deben otorgar a los titulares todos los beneficios y derechos que su activo subyacente otorga a sus tenedores, sin perjuicio de su ejercicio a través del emisor de los CEDEAR. En caso de que el inversor lo solicite, los CEDEAR podrán ser canjeados irrestrictamente por su activo subyacente. Contra la entrega de los valores representados, los CEDEAR debe ser cancelados y destruidos. La entrega de los títulos puede realizarse en forma física o registral, según la naturaleza del mismo y de la situación de su depósito. Podrá existir una nueva emisión de los CEDEAR contra el depósito de los correspondientes títulos valores, siempre y cuando ésta no exceda el monto máximo admitido en el programa aprobado.
Los certificados deben representar el depósito de una sola especie y clase de valores por programas, todos ellos de libre disponibilidad salvo las restricciones exclusivamente emergentes del programa mismo y otorgando iguales derechos a su titular.
Los CEDEAR pueden ser emitidos en forma nominativa no endosable o escritural y representar uno o más títulos valores de la misma especie, clase y emisor, por CEDEAR.

### CEDEAR Nominativos
Los CEDEAR nominativos deben contener los siguientes datos:
- Nombre y domicilio principal de la sociedad emisora de los valores representados
- Lugar donde fue autorizada la emisión de los títulos valores representados por los CEDEAR
- La cantidad de títulos valores representada por cada CEDEAR
- El nombre y el domicilio principal del emisor del CEDEAR
- El número de autorización de la emisión o programa bajo el cual fue emitido el CEDEAR.
- La aclaración en forma destacada de que el título no expresa títulos valores si no que representan una certificación de la existencia en depósito de los títulos valores referidos en el mismo, a favor del emisor del CEDEAR
- El lugar donde se encuentran depositados los títulos valores representados

### CEDEAR Escriturales
Los CEDEAR escriturales deben contener los siguientes datos:
- Nombre y domicilio principal de la sociedad emisora de los valores representados
- Lugar donde fue autorizada la emisión de los títulos valores representados por los CEDEAR
- El número de autorización de la emisión o programa bajo el cual fue emitido el CEDEAR.
- El lugar donde se encuentran depositados los títulos valores representados

## Emisión
Para poder ser emitidos, el mercado de origen de los títulos representados debe tener un acuerdo de intercambio de información con la Comisión Nacional de Valores, cotizar en bolsas de Brasil, Uruguay, Paraguay o Chile, o bien ser autorizados por resolución de la CNV.
Los CEDEAR pueden ser emitidos por cajas de valores autorizadas a operar, bancos comerciales o de inversión y las compañías financieras autorizadas para operar por el Banco Central de la República Argentina.
En todos los casos, el emisor de CEDEAR debe contar con un patrimonio neto igual o superior a $30 millones en activos de alta liquidez. Además existen ciertas condiciones que deben cumplir para la emisión:
- Tener en todo momento tantos activos subyacentes (acciones de mercados extranjeros) como CEDEAR se emita sobre ellos. Sin embargo, existe la posibilidad de realizar contratos en forma temporal y provisoria de CEDEAR no respaldados por títulos depositados, previa aprobación por la CNV.[2] 
En caso de que esto proceda, la Comisión establecerá el plazo máximo en que esta situación puede continuar y el porcentaje máximo que los CEDEAR no respaldados pueden representar del total de la emisión.
- El emisor de los valores representados debe remitir estados contables adecuados a las normas vigentes en Argentina. La información debe ser presentada y publicada en español. También se exige publicar la información relevante del emisor.
- El emisor de los CEDEAR debe presentar dentro de los 10 días la información que el emisor de los valores publique o presente a su autoridad de control. También debe presentar toda información relevante dentro de las 24 horas de recibida o publicada y dentro de los 10 días la información contable.
- El emisor de CEDEAR debe suministrar también la información relevante propia, como toda aquella del emisor de los valores que llegue a su conocimiento y todo hecho que pueda afectarlo. Debe remitir asimismo sus estados contables anuales y trimestrales e informar cualquier cambio en la estructura de remuneración propia o del depositario.
- El emisor de los CEDEAR debe informar trimestralmente la cantidad en circulación al primer día del período, como también los canjeados, nuevos emitidos dentro del programa, y en circulación al cierre del trimestre, al igual que la cantidad de valores representados por CEDEAR en cada programa.” (Merval, 2008)

### Programas patrocinados de emisión
En esta metodología de emisión, la empresa extranjera solicita la autorización de oferta pública del CEDEAR en el mercado argentino, comprometiéndose a cumplir con los requisitos de la autoridad regulatoria del país.
En el caso de que los títulos valores representados en los certificados correspondan a una oferta pública inicial, sólo tendrá lugar un programa patrocinado. En este caso, el emisor patrocinante debe solicitar autorización de oferta pública a la CNV y cumplir el régimen vigente al efecto. En este tipo de programas, puede existir o no un acuerdo entre el emisor de los CEDEAR y el emisor de los valores representados, pero el que está obligado a cumplir la información es el emisor de los CEDEAR. Éste debe presentar toda información relevante que el emisor en el mercado de origen publique o presente a su correspondiente autoridad de control, dentro de los 10 días posteriores a su publicación en origen.

### Programas no patrocinados de emisión
En este caso, el emisor suele ser una entidad financiera, que debe cumplir con los requisitos de la autoridad regulatoria argentina, y brindar a los inversores toda información relevante sobre los activos subyacentes (pagos de dividendos, canjes de acciones, cambios societarios, étc.)

## Depósito de los títulos
Los CEDEAR podrán ser depositados en:
- El propio emisor
- Una caja de valores autorizada para actuar como depositaria, según la Ley N° 20.643
- El depositario central del país de emisión de los valores representados en los CEDEAR
- Un banco custodio del país de emisión de los valores con un patrimonio neto de 200 millones de pesos, o su equivalente en la moneda del país de emisión

En ninguno de estos casos el depositario puede adquirir la propiedad ni el uso de los títulos valores depositados, que deben quedar inmovilizados con los alcances de un depósito regular, por constituir la contrapartida de los CEDEAR.
El depositario de los CEDEAR no puede ser cambiado, salvo que exista una decisión de mayoría absoluta entre todos los tenedores de estos títulos, y comuniquen esta decisión a la CNV.
Los depositarios pueden utilizar los servicios de un sub custodio establecido en el país de emisión de los valores o bien de una entidad de compensación y liquidación internacional. Así mismo, los depositarios indicados en c) y d), en tanto cuenten con un sub custodio habilitado, quedan exentos de la exigencia de operar en el país de emisión de los valores representados. 

## Ventajas
Algunas de las ventajas de estos títulos son que:
- Pueden ser transformados en acciones que cotizan en el exterior
- Permiten cubrirse de la pérdida de valor del peso argentino, ya que, al cotizar en el exterior, sus precios están arbitrados con los de la acción subyacente del exterior emitida en moneda extranjera
- Permiten una diversificación internacional de la inversión, reduciendo el riesgo propio del mercado argentino
- Son tan fáciles de operar como las acciones de empresas argentinas

Los CEDEAR pueden adquirirse no sólo de forma directa a través de la BCBA, sino que también se puede tener acceso a ellos a través de los fondos comunes de inversión argentinos que los incluyen en sus portafolios de inversión.

## Lista de CEDEAR
Las compañías que cuentan con CEDEAR cotizando en la Bolsa de Comercio de Buenos Aires son:
| Empresa                              | Ticker |
| Apple Inc.                           | AAPL   |
| Ambev SA - ADR                       | ABEV   |
| Abbott Laboratories                  | ABT    |
| Adobe Inc                            | ADBE   |
| Adecoagro SA                         | ADGO   |
| American International Group Inc     | AIG    |
| Advanced Micro Devices, Inc.         | AMD    |
| America Móvil SAB de CV ADR Series L | AMX    |
| Amazon.com, Inc.                     | AMZN   |
| Arcos Dorados Holdings Inc           | ARCO   |
| Yamana Gold Inc                      | AUY    |
| American Express Company             | AXP    |
| AstraZeneca PLC - ADR                | AZN    |
| Boeing Co                            | BA     |
| Bank of America Corporation          | BA.C   |
| Alibaba Group Holding Ltd - ADR      | BABA   |
| Banco Bradesco SA                    | BBD    |
| Banco Bilbao Vizcaya Argentaria      | BBV    |
| BHP Group Ltd                        | BHP    |
| Biogen Inc                           | BIIB   |
| Bristol-Myers Squibb Co              | BMY    |
| Bunge Limited                        | BNG    |
| BP plc                               | BP     |
| Banco Santander Brasil SA ADR        | BSBR   |
| Citigroup Inc                        | C      |
| Caterpillar Inc.                     | CAT    |
| salesforce.com, inc.                 | CRM    |
| Cisco Systems, Inc.                  | CSCO   |
| Banco Santander S.A.                 | SAN    |
| Chevron Corporation                  | CVX    |
| DuPont de Nemours Inc                | DD     |
| Despegar.com Corp                    | DESP   |
| Walt Disney Co                       | DISN   |
| Embraer SA                           | ERJ    |
| Facebook, Inc. Common Stock          | FB     |
| Freeport-McMoRan Inc                 | FCX    |
| General Electric Company             | GE     |
| Gilead Sciences, Inc.                | GILD   |
| Globant SA                           | GLNT   |
| Barrick Gold Corp                    | GOLD   |
| Alphabet Inc Class A                 | GOOGL  |
| Goldman Sachs Group Inc              | GS     |
| GlaxoSmithKline plc                  | GSK    |
| Home Depot Inc                       | HD     |
| Honda Motor Co Ltd                   | HMC    |
| Harmony Gold Mining Co.              | HMY    |
| Honeywell International              | HON    |
| HP Inc                               | HPQ    |
| HSBC Holdings plc                    | HSBC   |
| IBM Common Stock                     | IBM    |
| Intel Corporation                    | INTC   |
| Johnson & Johnson                    | JNJ    |
| JPMorgan Chase & Co.                 | JPM    |
| Coca-Cola Co                         | KO     |
| Eli Lilly                            | LLY    |
| Loockheed Martin Corporation         | LMT    |
| Lloyds Banking Group                 | LYG    |
| Mcdonald's Corp                      | MCD    |
| Mercadolibre Inc                     | MELI   |
| 3M Co                                | MMM    |
| Altria Group Inc                     | MO     |
| Merck & Co., Inc.                    | MRK    |
| Microsoft Corporation                | MSFT   |
| Newmont Corporation                  | NEM    |
| Netflix Inc                          | NFLX   |
| National Grid plc                    | NGG    |
| Nike Inc                             | NKE    |
| Nokia Oyj                            | NOKA   |
| NVIDIA Corporation                   | NVDA   |
| Novartis AG                          | NVS    |
| Gazprom                              | OGZD   |
| Oracle Corporation                   | ORCL   |
| PETROLEO BRASIL/ADR                  | PBR    |
| PepsiCo, Inc.                        | PEP    |
| Pfizer Inc.                          | PFE    |
| Procter & Gamble Co                  | PG     |
| PetroChina Company Limited ADR       | PTR    |
| Paypal Holdings Inc                  | PYPL   |
| QUALCOMM, Inc.                       | QCOM   |
| Río Tinto plc ADR Common Stock       | RIO    |
| Schlumberger NV                      | SLB    |
| Snap Inc                             | SNAP   |
| Sony Corp                            | SNE    |
| AT&T Inc.                            | T      |
| Tenaris                              | TEN    |
| Target Corporation                   | TGT    |
| Toyota Motor Corp                    | TMO    |
| Total SA                             | TOT    |
| Tripadvisor Inc Common Stock         | TRIP   |
| Tesla Inc                            | TSLA   |
| Twitter Inc                          | TWTR   |
| Texas Instruments Incorporated       | TXR    |
| Ultrapar Participacoes SA            | UN     |
| Visa Inc                             | V      |
| Vale SA                              | VALE   |
| VISTA OIL & GAS/S ADR                | VIST   |
| Vodafone Group Plc                   | VOD    |
| Verisign, Inc.                       | VRSN   |
| Verizon Communications Inc.          | VZ     |
| Wells Fargo & Co                     | WFC    |
| Walmart Inc                          | WMT    |
| Xerox Corporation                    | XROX   |
| Yelp Inc                             | YELP   |

#### Libros
- Tosi, Ramiro.; Erpen, Mónica.; Fanelli, José María.; Instituto Argentino de Mercado de Capitales.; Universidad de Buenos Aires. (2011). Mercado de capitales : manual para no especialistas (3. ed edición). Temas Grupo Editorial SRL. ISBN 978-950-9445-82-6. OCLC 863608384. Consultado el 20 de agosto de 2020.

- Datos: Q5763517